# サン・ディーデロ
サン・ディーデロ（伊: San Didero）は、イタリア共和国ピエモンテ州トリノ県にある、人口約500人の基礎自治体（コムーネ）。

## 地理

### 位置・広がり

#### 隣接コムーネ
隣接するコムーネは以下の通り。
- ボルゴーネ・スーザ
- ブルゾーロ
- コンドーヴェ
- サン・ジョーリオ・ディ・スーザ
- ヴィッラール・フォッキアルド

## 行政

### 分離集落
サン・ディーデロには、以下の分離集落（フラツィオーネ）がある。
- Leitera inferiore, Leitera superiore, Mondaniera, Toto, Volpi